# Німан
Ні́ман — річка в Білорусі, Литві і Росії. Довжина 937 км, площа басейну 98,2 тис. км². Бере початок на південь від Мінської височини, тече Німанською низовиною, а в нижній течії — Середньолитовською і Приморською низовинами. Впадає у Куршську затоку Балтійського моря, утворюючи гирло з островами. Долина широка, на всій довжині в руслі зустрічаються мілини і перекати. Середні витрати води 678 м³/с. Весняне повіддя триває, як правило, з середини березня до кінця травня. Замерзає річка звичайно у грудні, розкривається наприкінці березня. Головні притоки — Свіслоч, Мяркіс, Няріс, Нявежис, Дубіса, Юра, Мінія, Сула і Котра (праві), а також Щара і Шешупе (ліві).
Регулярне судноплавство від Бірштонаса. Огінський канал з'єднує річку з Дніпром, Августовський канал — з Віслою. На Німані розташовані: Каунаська ГЕС, міста: Столбці, Мости, Гродно, Друскінінкай, Алітус, Пренай, Бірштонас, Каунас, Юрбаркас, Смалінінкай, Нєман, Совєтськ, Русне, в дельті - Венте (село).

## Назва
- Ні́ман (від ст.-укр. Нѣманъ) — сучасна українська назва.
- Нє´ман (біл. Нё́ман, рос. Неман) — російська назва.
- Ньо́ман (біл. Нё́ман) — білоруська назва.
- Не́мен (ест. Neemen, пол. Niemen)
- Не́мон (ст.-укр. Немон[1]) — староукраїнська назва в джерелах XVI ст.
- Ня´мунас (лит. Nemunas) — литовська назва.
- Немуна (латис. Nemuna) — латвійська назва.
- Ме́мель (нім. Memel) — німецька назва.

## Історія
25 червня 1807 року біля міста Тільзіт (нині Совєтськ, Калінінградської області, Росії), на плоту посеред річки відбулася зустріч Наполеона I та Олександра I, невдовзі в самому місті було підписано Тільзитський мирний договір.

## Притоки
Праві
- Свіслоч
- Меркіс
- Няріс
- Нявежис
- Дубіса
- Юра
- Мінія
- Сула
- Котра (праві)

Ліві
- Щара
- Шешупе